# Di Cavalcanti
Pour les articles homonymes, voir Cavalcanti.
Emiliano Augusto Cavalcanti de Albuquerque e Melo, plus connu comme Di Cavalcanti (né à Rio de Janeiro, le 6 septembre 1897 et mort à Rio de Janeiro, le 26 octobre 1976) est un peintre, illustrateur et caricaturiste brésilien.

## Chronologie
- 1908 - Reçoit des cours de peinture de l'artiste-peintre Gaspar Puga Garcia
- 1914 – Publie son premier travail comme caricaturiste dans la Revue Fon-Fon.
- 1916 – Participe du I Salão dos Humoristas (Ier Salon des Humoristes). - Part pour São Paulo.
- 1917 – Première exposition individuelle dans les bureaux du journal A Cigarra, à São Paulo.
- 1919 – Illustre le livre Carnaval, de Manuel Bandeira.
- 1921 – Illustre Balada do Cárcere de Reading (The Ballad of Reading Gaol), de Oscar Wilde.
- 1922 – Participe de la Semana de Arte Moderna (Semaine d'Art Moderne), réalisant la couverture du catalogue et y expose 11 œuvres.
- 1923 – Part en Europe, et réside à Paris comme correspondant du journal Correio da Manhã.
- 1925 – Retour au Brésil, résident à Rio de Janeiro.
- 1929 – Peint deux fresques pour le Teatro João Caetano, à Rio de Janeiro.
- 1935 – Repart en Europe.
- 1937 – Médaille d'or avec la décoration du Pavilhão de la Compagnie Franco-Brésilienne, dans l'Exposition d'Art Technique, à Paris.
- 1940 – Rentrée au Brésil, résidant à São Paulo.
- 1941 – Illustre le livre Uma noite na taverna / Macário, de Álvares de Azevedo.
- 1947 – Expose dans la Galerie Domus, à Rio de Janeiro.
- 1953 – Gagne, avec Alfredo Volpi, le prix de meilleur peintre national dans la IIe Bienal de São Paulo.
- 1954 – Rétrospective de son œuvre au Musée d'Art moderne de Rio de Janeiro
- 1955 – Publie Viagem de minha vida, livre de souvenirs.
- 1956 – Reçoit le premier prix à l'Exposition d'Art Sacré, en Italie.
- 1960 – Reçoit la médaille d'or pour sa participation, avec une salle spéciale dans la IIe Bienal Interamericana, au Mexique.
- 1963 – Honoré avec une salle spéciale dans VIIe Bienal de São Paulo.
- 1964 – Exposition commémorative de ses 40 ans d'artiste, à la Galerie Relevo, Rio de Janeiro. - Publie le livre Reminiscências líricas de um perfeito carioca.
- 1971 – Rétrospective de son œuvre au Musée d'Art moderne de São Paulo.
- 1976 – Décède dans sa ville natale.

### Filmographie
- Di Cavalcanti, court métrage documentaire consacré à l'artiste et réalisé par Glauber Rocha (1977).